# 아나디아 FC
아나디아 FC(포르투갈어: Anadia Futebol Clube)는 포르투갈 아베이루현 아니디아를 연고지로 두는 포르투갈의 축구단이다. 또한 필드 하키 및 농구 클럽이기도 하다.

## 선수 명단

### 현역
참고: FIFA 자격 규정에 따라 소속된 국가대표팀 국기를 표시합니다. 선수는 복수의 FIFA 비회원국 국적을 가지고 있을 수 있습니다.
| 번호 | 포지션 | 국적   | 이름        |
| ---- | ------ | ------ | ----------- |
| 14   | FW     | 세네갈 | 앙드레 멘디 |

| 번호 | 포지션 | 국적       | 이름     |
| ---- | ------ | ---------- | -------- |
| 80   | MF     | 카보베르데 | 짐바브웨 |